# Bobrynets
Bobrynets (ukrainsk: Бо́бри́нец, russisk: Бо́бри́нец, jiddisch: בוברניץ) er en by i Kropyvnytskyj rajon, Kirovohrad oblast (provins) i Ukraine. Den er hjemsted for administrationen af Bobrynets urban hromada, en af Ukraines hromadaer.
Byen har 10.898 indbyggere.

## Historie
Bobrynets var en bosættelse i Yelisavetgradsky Uyezd i Kherson guvernement i Det Russiske Kejserrige.
I begyndelsen af det 20. århundrede var byens jødiske befolkning på 3.500 indbyggere. Under den russiske borgerkrig (1918-1920) blev 160 jøder dræbt under pogromer. Mange forlod byen, inden tyskerne besatte området. I 1941 blev jøderne holdt fanget i en ghetto. I begyndelsen af 1942 blev 358 jøder myrdet ved massehenrettelser begået i den nærliggende skov.

## Galleri
- Kristi Himmelfartskirken i Bobrynets
- Naturpark i Bobrynets
- Administrationsbygning
- Bobrynets om vinteren
- Bymuseum
- Synagoge